# Johann VI. Droste zu Hülshoff
Johann VI. Droste zu Hülshoff (* 1430; † 1499) war ein Ratsherr und Bürgermeister der Stadt Münster und Gutsbesitzer von Burg Hülshoff.

## Leben

### Herkunft und Familie
Johann VI. war der einzige Sohn von Johann V. Droste zu Hülshoff und Margaretha von Kerckerinck, einer Tochter des zeitweiligen Münsteraner Bürgermeisters Bernd von Kerckerinck zum Bispinghof und gehörte der 10. bekannten Generation der Droste zu Hülshoff an. Er heiratete Christina von Strick, eine Tochter des Diederich von Strick und der Anna von Münster. Sie hatten fünf Kinder, darunter den Nachfolger Johann VII. Droste zu Hülshoff.

### Kriegsdienst als Ritter
Johann VI. musste als Vasall des Bischofs Heinrich XXVII. von Schwarzburg zahlreiche Fehden mitmachen. 1475 kämpfte er gegen Karl den Kühnen von Burgund bei der Belagerung von Neuss, wo auch der Humanist Rudolf von Langen, ein entfernter Verwandter von Johann VI. aus der alten Familienheimat Everswinkel, den Bischof begleiten musste. Nur knapp entging Johann VI. einem Blutbad, als Karl der Kühne nachts das bischöfliche Lager bei Münster überfallen ließ.

### Ratsherr und Bürgermeister von Münster
Johann VI. war Ratsherr und 1484–1486, 1489, 1494 sowie 1496/97 Bürgermeister und Stadtrichter von Münster (1494 bekleidete er dieses Amt gleichzeitig mit seinem Sohn Johann VII. Droste zu Hülshoff). Er hatte also – in Zeiten der wirtschaftlichen und kulturellen Hochblüte – eine angesehene Stellung in der Stadt, in der die Droste zu Hülshoff damals ihren Hauptsitz (neben dem 1417 erworbenen Gut Hülshoff) in ihrem Stadthof am Krummen Timpen hatten. 1476 vertrat er die Stadt Münster (das 1494, während seiner Regierungszeit als Bürgermeister, sogar Vorort des westfälischen Hansequartiers werden sollte) auf dem Hansetag.

### Gutsbesitzer auf Burg Hülshoff
Da sein Vater nur der zweitälteste Sohn gewesen war und dessen zwei Brüder ebenfalls Besitzungen geerbt hatten, hatte Johann VI. nur den damals noch nicht voll entwickelten Gutsbesitz Burg Hülshoff geerbt, wo er als erster Stammherr aufgewachsen ist. Er konnte es 1469 durch einen Kauf in Roxel arrondieren. Dabei half ihm, dass er von seinem Großvater Bernd von Kerckerinck dessen Besitzungen in Münster sowie bei Osnabrück geerbt hatte. So konnte er 1461 auch das alte Stammgut Große Deckenbrock bei Everswinkel, das verpfändet war, wieder auslösen und seiner Schwester Anna Elisabeth anstelle eines Brautschatzes überlassen (es fiel danach wieder an Hülshoff zurück). 1464 erwarb er von seinem Onkel Alhard II. Droste zu Handorf überdies die Lehen Deckenbrock, Huge, Mundeshove und halb Sentmaring. Die Hülshoffer Linie verfügte also mit seinem Tode 1499 über ein bedeutendes Vermögen.